# Dir, Herr, dir will ich mich ergeben
Dir, Herr, dir will ich mich ergeben, WAB 12, ist ein von Anton Bruckner komponierter Choral.

## Geschichte
Bruckner komponierte den Choral ca. 1845 während seines Aufenthaltes in Kronstorf oder zu Beginn seines Aufenthaltes im Stift Sankt Florian. Die Originalhandschrift, auf der sich auch das Tantum ergo, WAB 43 befindet, befindet sich im Archiv des Stifts St. Florian. Die Motette erschien erstmals in Band II/3, S. 114–115 der Göllerich/Auer-Biographie. Sie ist in Band XXI/9 der Gesamtausgabe enthalten.

## Melodie und Text
Der Text basiert auf der neunten Strophe des Hymnus Herr Gott, du kennest meine Tage von Ludwig Rudolph von Senftt zu Pilsach über die Steinigung des heiligen Stephanus.
Der 32-Takt Choral in A-Dur ist für einen vierstimmigen Chor (SATB) ausgesetzt und setzt sich aus sieben Choralzeilen zusammen.
Die Zeilen sind ungleichmäßig lang (4–7 Takte) und handeln von der Hingabe des lyrischen Ichs an den Herrn.
Zeile 5 und 6 bilden ein Oxymoron ("Ich lebe dir, -  ich sterbe dir"), dessen Wirkung dadurch verstärkt wird, dass beide Zeilen denselben Rhythmus haben und zu Beginn der Zeilen eine Generalpause vorgeschrieben ist – das Lyrische Ich hält kurz inne.
Der Choral fand unter anderem in Felix Mendelssohn Bartholdys Oratorium Paulus unter anderer Melodie Verwendung. Hierfür schlug Julius Schubring eine Weiterbearbeitung des Textes vor, die allerdings von Mendelssohn verworfen wurde. Es handelte sich dabei vor allem um theologische Konkretisierungen.
Wie Crawford Howie schreibt, „sowohl In jener letzten der Nächte WAB 17 (ca.  1848) und Dir, Herr, dir will ich mich ergeben WAB 12 (ca.  1845) für gemischten Chor a cappella sind Chorale Harmonisierungen, wahrscheinlich das Ergebnis seiner Studien bei Leopold von Zenetti“. 

## Diskographie
Es existieren nur wenige Aufnahmen des Chorals:
- Balduin Sulzer, Chor des Linzer Musikgymnasiums: Stiftskirche Wilhering - Geistliche Musik – CD: Preiserrecords 90052CD, c. 1985
- Thomas Kerbl, Chorvereinigung Bruckner 2011: Anton Bruckner: Lieder/Magnificat – CD: LIVA 046, 2011
- Philipp von Steinäcker, Vocalensemble Musica Saeculorum: Bruckner: Pange lingua - Motetten - CD: Fra Bernardo FB 1501271, 2015